# 乌斯特略
乌斯特略（挪威語：Osterøy）是挪威的一個市镇，位於韦斯特兰郡，行政中心为卢讷沃格村。市镇面积为255平方公里，人口数量为8,098人（2020年），人口密度为每平方公里33.2人。